# Minoru Furuya
Minoru Furuya (古谷 実, Furuya Minoru, nascut el 28 de març de 1972 en la Prefectura de Saitama, Japó) és un mangaka japonès. El seu treball de debut Ike! Inachū takkyū-bu, conegut en anglès com Ping-Pong Club, publicat en el Young Magazine. En 1996, guanyà el Kodansha Manga Award per la seua obra Ping-Pong Club.

## Llista de Treballs Manga
- Let's Go! Inachuu Ping-Pong Club (1993-1996, Young Magazine, Kodansha)
- Boku to Issho (The Same as Me) (1997-1998, Young Magazine, Kodansha)
- Green Hill (1999-2000, Young Magazine, Kodansha)
- Himizu (2001-2002, Young Magazine, Kodansha)
- Ciguatera (manga) (2003-2005, Young Magazine, Kodansha)
- Wanitokagegisu (2006-2007, Young Magazine, Kodansha)